# Cultura Folsom

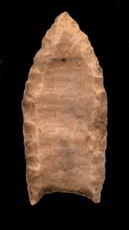
Una punta Folsom: de la tradición Folsom - etapa lítica paleoindia.

La cultura Folsom o cultura de Folsom es un nombre dado por los arqueólogos a una específica cultura arqueológica paleoamericana que ocupó gran parte de la Norteamérica central. El término lo acuñó Jesse Figgins en 1927. Es posible que la cultura Folsom haya derivado de la cultura Clovis, más primitiva, y data de una época entre el 9000 a. C. y el 8000 a. C. 
Numerosas culturas paleoindias ocupaban América del Norte, con algunas restringidas a las Grandes Llanuras y a los Grandes Lagos de los modernos Estados Unidos y Canadá, así como áreas adyacentes del oeste y suroeste. La Cultura Folsom se caracterizaba por el uso de sus habitantes de las puntas Folsom como proyectiles, y por sus actividades, todo ello recogido de yacimientos arqueológicos en los cuales se mataban los bisontes, y en los cuales se han recogido diversos utensilios.
Algunos de estos yacimientos exhiben evidencias de más de 50 bisontes muertos, aunque la dieta Folsom también incluía cabras, marmotas, ciervos y conejos. Un yacimiento Folsom en Hanson, Wyoming, también reveló áreas de posibles asentamientos. El yacimiento original es Folsom, Nuevo México, en el condado Colfax (29CX1), un lugar de matanza cercano a una marisma hallado en 1908 por George McJunkin un cowboy, antiguo esclavo, que había vivido en Texas en su infancia). La excavación arqueológica no se llevó a cabo hasta 1926. En México, en algunos sitios correspondientes a la Etapa Lítica, y especialmente al Cenolítico inferior, se han encontrado puntas de flecha de tipo Folsom, todos en el Altiplano septentrional. Entre ellos hay que citar a Samalayuca (Chihuahua), La Chuparrosa (Coahuila), Puntita Negra (Nuevo León) y Cerro de Silva (San Luis Potosí).
- Datos: Q1257815
- Multimedia: Folsom culture / Q1257815